# Сергиенко, Валерий Михайлович
Валерий Михайлович Сергиенко (род. 2 апреля 1939) — советский хоккеист, защитник.

## Биография
Начинал играть во второй команде ДК имени Карла Маркса (Электросталь). За электросталевскую команду выступал в сезонах 1957/58 — 1962/63, 1966/67, 1968/69 — 1969/70, пять сезонов (1957/58, 1959/60 — 1962/63) провёл в чемпионате СССР. Играл также за СКА Калинин (1964/65 — 1965/66), «Труд» Павловский Посад (1967/68).